# Ldibam
Ldibam (ou Ldabam, Ldoubam, Libam, Loubam) est un village du Cameroun situé dans le département du Mayo-Tsanaga et la Région de l'Extrême-Nord. Il fait partie de la commune de Mokolo et du canton de Matakam-Sud.

## Population
En 1966-1967, la localité comptait 1 427 habitants, principalement des Mafa.
En 2005, lors du recensement général de la population et de l'habitat, on y a dénombré 3 854 habitants.